# Miklós Mészöly

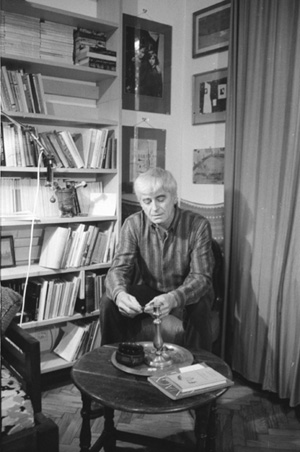
Miklós Mészöly (1987)

Miklós Mészöly (19. Januar 1921 in Szekszárd – 22. Juli 2001 in Budapest) war ein ungarischer Schriftsteller.

## Leben
Mészöly wurde 1921 im südungarischen Szekszárd geboren. Seine Ausbildung erfolgte von 1938 bis 1942 an der Eötvös-Loránd-Universität. Er studierte Jura, arbeitete nach dem Zweiten Weltkrieg jedoch auch als Sportlehrer. Mészöly war als Mitarbeiter beim Rundfunk und bei verschiedenen Zeitschriften und schließlich ausschließlich als Schriftsteller tätig. Er verfasste u. a. Romane, Erzählungen, Dramen und Märchen für Kinder. Neben zahlreichen weiteren Auszeichnungen erhielt er 1990 den Kossuth-Preis. Von 1949 bis zu seinem Tod war er mit der Psychologin Alaine Polcz (1922–2007) verheiratet. Mészöly lebte in Budapest, wo er 2001 im Alter von 80 Jahren starb. In den Nachrufen wird er wiederholt als „Vaterfigur“ bzw. als „Übervater der jüngeren ungarischen Literatur“ bezeichnet.

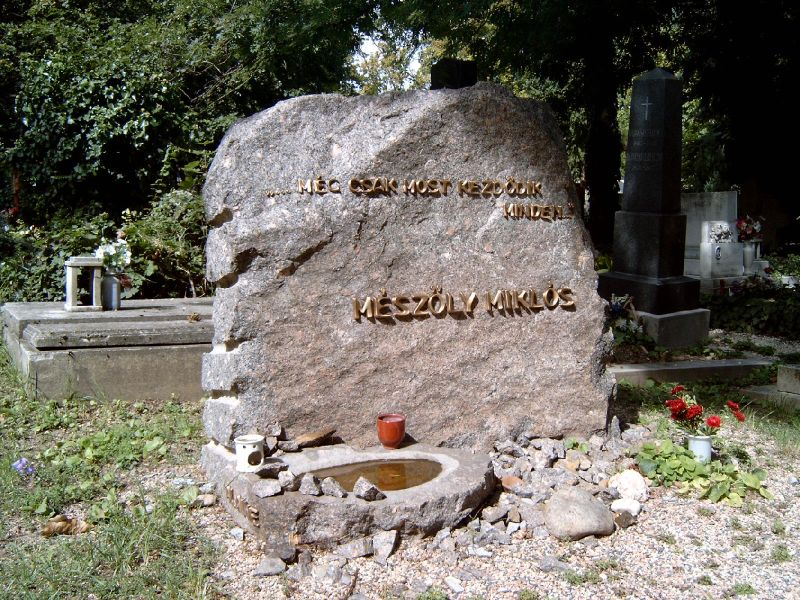
Grabstein von Miklós Mészöly

## Werke auf Deutsch
- Der Tod des Athleten. Roman. Hanser 1966
- Saulus. Roman. Aus dem Ungarischen von Barbara Frischmuth. Hanser und St.-Benno-Verlag, jew. 1970 (auch u.d.T. Saul).
- Gestaltungen. Literar. Colloquium, Berlin 1975, ISBN 978-3-920392-45-5
- Landkarte mit Rissen. Erzählungen. Hanser 1976, ISBN 978-3-446-12178-2
- Rückblenden. Roman. Hanser 1980; als TB 1999 bei Suhrkamp, ISBN 978-3-518-39557-8
- Hohe Schule. Erzählungen. Volk u. Welt, Berlin 1981
- Geflügelte Pferde. Geschichten aus Mitteleuropa. Hanser 1991, ISBN 3-446-15031-5
- Familienflut. Roman. Babel-Verlag Tulay, München 1997, ISBN 978-3-928551-24-3
- Das verzauberte Feuerwehrorchester. Märchen und Geschichten. Sanssouci, Zürich 1999, ISBN 978-3-7254-1159-7
- Spurensicherung. Aus dem Ungarischen von Wilhelm Droste, mit Illustrationen von Christian Thanhäuser. Edition Thanhäuser, Ottensheim 2021, ISBN 978-3-903409-00-2